# USS San Francisco (CA-38)
El USS San Francisco (CA-38) de la Armada de los Estados Unidos fue un crucero pesado de la clase New Orleans. Fue puesto en gradas en 1931, botado en 1933 y comisionado en 1934. Fue de baja en 1946 con una Presidential Unit Citation y diecisiete estrellas de batalla.

## Construcción
El San Francisco fue el quinto crucero de la clase New Orleans. Fue puesto en gradas en 1931, botado en 1933 y comisionado en 1934. Tuvo 9950 t de desplazamiento, 180 m de eslora, 18 m de manga y 6 m de calado; una propulsión de 4 turbinas de vapor a 4 hélices (potencia 107 000 shp, velocidad 32,7 nudos); y un armamento de 9 cañones de 203 mm (3×3), 8 cañones de 127 mm y 8 ametralladoras de 12,7 mm.

## Historia de servicio

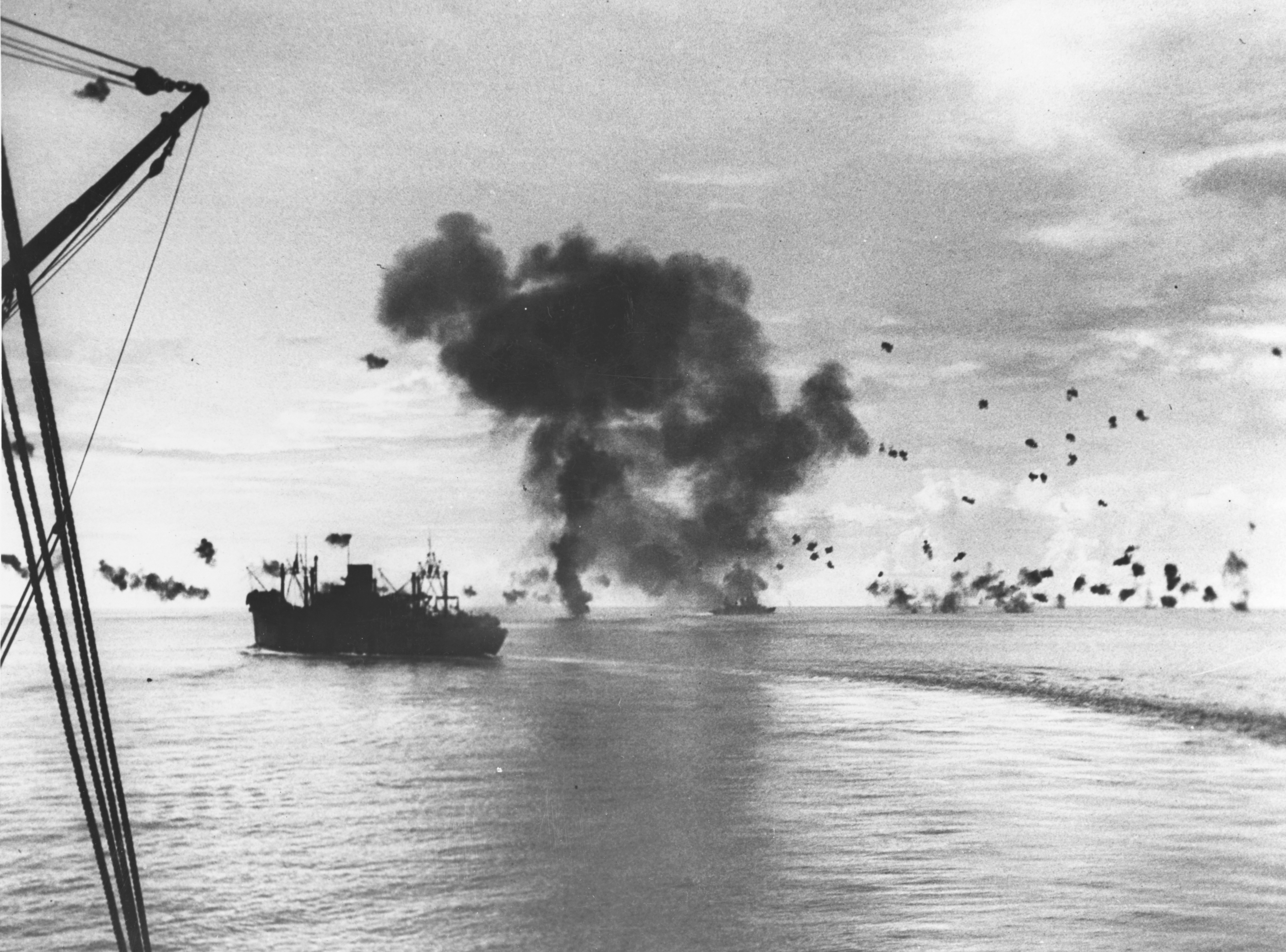
El 12 de noviembre de 1942, aviones japoneses atacaron barcos aliados cerca de Guadalcanal durante la Segunda Guerra Mundial, como parte de la batalla en curso por el control de la isla.

El crucero San Francisco participó de la Operación Watchtower en Guadalcanal (7 de agosto de 1942) como nave insignia del jefe del TF 18 contraalmirante Norman Scott. El crucero tomó parte en la batalla del cabo Esperanza (11-12 de octubre de 1942); la primera batalla naval de Guadalcanal (13 de noviembre), donde murió su comandante capitán Cassing Young y el comandante de la TF 65 contraalmirante Daniel J. Callaghan.
Posteriormente el buque proveyó fuego de cobertura al ataque a Truk (29 de abril de 1944); la batalla de Saipán (14-17 de junio de 1944); la batalla del mar de Filipinas (19-20 de junio de 1944); y la invasión a Iwo Jima (17-23 de febrero de 1945).
Arribó a San Francisco el 27 de noviembre de 1945 y tuvo su baja el 10 de febrero de 1946. Se fue con una Presidential Unit Citation y diecisiete estrellas de batalla.